# Lađevac (Okučani)
Lađevac je naselje u općini Okučani u Brodsko-posavskoj županiji. Nalaze se zapadno od Okučana na cesti prema Novskoj, susjedna sela su Bodegraj na istoku i Borovac na zapadu.
Prema popisu stanovništva iz 2011. godine Lađevac je imao 269 stanovnika, dok je 2001. imao 336 stanovnika od toga 246 Hrvata i 75 Srba.
| broj stanovnika | 312   | 367   | 363   | 505   | 636   | 715   | 684   | 743   | 610   | 592   | 628   | 565   | 465   | 424   | 336   | 269   | 185   |
|                 | 1857. | 1869. | 1880. | 1890. | 1900. | 1910. | 1921. | 1931. | 1948. | 1953. | 1961. | 1971. | 1981. | 1991. | 2001. | 2011. | 2021. |

## Sport
U naselju je postojao nogometni klub NK Napredak Lađevac